# Лілія Кіш
Лілія Кіш (також Кіш-Богдан, нар. 12 травня 1988, Львів) — українська телевізійна продюсерка, медіаменеджерка, колишня телеведуча та співачка.  Генеральна продюсерка телеканалу FASHIONTRALITY, раніше працювала на FashionTV Ukraine та HD Fashion.

## Біографія
Лілія Кіш народилася 12 травня 1988 року у Львові. Її батько — фізик, доктор фізико-математичних наук, професор, завідувач кафедри нелінійної оптики та декан факультету електроніки Львівського національного університету ім. Івана Франка. Мати — ветсанекспертка.
Здобула ступінь бакалавра на факультеті іноземних мов Львівського національного університету імені Івана Франка.
Одружена з Романом Ященком..

## Кар'єра
У 2009 році була авторкою та ведучою телепрограми «Перевірка на вечірку» на телеканалі ZIK. У 2012 році вела шоу «Вайфайтери» на каналі ТЕТ. У 2013 році Лілія Кіш взяла участь у телепроєктах «Богиня шопінгу», «Принцеса тут я», «Моду народу», «Панянка-селянка», а також виступала експерткою у програмі «Говорить Україна» на каналі «Україна». Була серед облич телеканалу ТЕТ.
У 2014 році отримала неофіційне визнання як «найкрасивіша Барбі України» в ефірі програми «Ранок з Україною».
З 2019 по 2024 рік Кіш була продюсеркою телеканалу FashionTV Ukraine. У 2023 році стала продюсеркою HD Fashion, а у 2024 — генеральною продюсеркою телеканалу FASHIONTRALITY.

## Продюсерська діяльність
Лілія Кіш є авторкою понад 140 телевізійних проєктів, інтерв'ю, кліпів, телепередач, зокрема f:event, f:backstage, f:people, f:beauty, f:podium, f:kids. Займалася особистим продюсуванням телеведучих і публічних персон. Організаторка fashion-подій, зокрема шоу Fashion Ocean Show у готелі Titanic Mardan Palace у Туреччині. Вона також продюсувала новорічний музичний концерт для FashionTV Ukraine за участі українських артистів (Анна Трінчер, Наталія Могилевська, Злата Огнєвич, Oleynik, Мʼята та інші), а також телевізійний музичний проєкт Red Love Show Fashion TV Ukraine за участі Ірини Білик, Амадора Лопеса, Влада Дарвіна,  Альоші, Kyivstoner та інших. Кіш працювала над зйомками телепроєктів у Маямі, Бока-Ратоні, Лос-Анджелесі, Нью-Йорку та Каннах, включно з вечіркою Forbes у Каннах та показом колекції Philipp Plein на його віллі. Є продюсеркою чотирьох сезонів реаліті-шоу «FashionReality» та шоу «Red Foxes in Paris», знятого в Парижі.

## Творчість
У минулому була співачкою, учасницею гурту BIGUDI, продюсером якої був Дядя Жора. Також є авторкою пісень і має кілька музичних кліпів.

## Громадська діяльність
Лілія Кіш займалася підтримкою благодійних проєктів та івентів, зокрема Ivana Kupala Fashion Show, Beauty Secret Show, Fashiontv Charity Party, а також медіапідтримкою ініціатив «Твій вихід у світ», «Fenix Charity» і «Elie Roukoss Charity Fashion Show» та інших. 

## Відзнаки
- Медаль Міністерства оборони України «За сприяння Збройним Силам України» — за продюсерську діяльність.
- Відзнака в Книзі рекордів України як продюсерка музичного проєкту (категорія: шоу-бізнес, мистецтво)[21].